# Championnat des Seychelles de football 1997
Navigation
Saison 1995 Saison suivante
La saison 1997 de Barclays First Division est la dix-huitième édition de la première division seychelloise. Les dix meilleures équipes du pays s'affrontent en matchs aller et retour au sein d'une poule unique. À la fin du championnat, le dernier du classement est relégué et remplacé par la meilleure équipe de deuxième division, et l'avant-dernier affronte le second de D2, lors d'un barrage.
C'est le club de Saint-Michel United qui a été sacré champion des Seychelles pour la deuxième fois de son histoire. Le club termine en tête du classement final du championnat, avec cinq sur Sunshine SC et huit points d'avance sur Red Star FC.
Saint-Michel United se qualifie pour la Ligue des champions de la CAF 1998.

## Les équipes participantes
| - Saint Michel United FC - Red Star FC - Sunshine SC - La Passe FC - Western Tigers | - Saint-Louis FC - Ascot - Plaisance FC - Beau Vallon - Falcons |

## Classement
Le classement est établi sur le barème de points classique (victoire à 3 points, match nul à 1, défaite à 0).
| Rang | Équipe                     | Pts | J  | G  | N | P  | Bp | Bc  | Diff |
| ---- | -------------------------- | --- | -- | -- | - | -- | -- | --- | ---- |
| 1    | Saint Michel United FC'T'C | 46  | 18 | 14 | 4 | 0  | 53 | 7   | +46  |
| 2    | Sunshine SC                | 41  | 18 | 13 | 2 | 3  | 52 | 16  | +36  |
| 3    | Red Star FC                | 38  | 18 | 12 | 2 | 4  | 67 | 20  | +47  |
| 4    | La Passe FC                | 32  | 18 | 10 | 2 | 6  | 45 | 25  | +20  |
| 5    | Saint-Louis FC             | 27  | 18 | 8  | 3 | 7  | 45 | 32  | +13  |
| 6    | Ascot                      | 27  | 18 | 8  | 3 | 7  | 29 | 30  | -1   |
| 7    | Western Tigers             | 24  | 18 | 5  | 3 | 8  | 24 | 33  | -9   |
| 8    | Falcons                    | 13  | 18 | 4  | 1 | 13 | 17 | 38  | -21  |
| 9    | Plaisance FC               | 10  | 18 | 2  | 4 | 12 | 25 | 44  | -19  |
| 10   | Beau Vallon                | 0   | 18 | 0  | 0 | 18 | 7  | 118 | -111 |

| Légende : Qualifications et relégations | Légende : Qualifications et relégations                                                     |
| --------------------------------------- | ------------------------------------------------------------------------------------------- |
|                                         | Qualification pour la Ligue des champions de la CAF 1998                                    |
|                                         | Qualification pour la Coupe d'Afrique des vainqueurs de coupe de football 1998              |
|                                         | Relégation directe en deuxième division                                                     |
|                                         | T : Tenant du titre P : Promu de deuxième division C : Vainqueur de la Coupe des Seychelles |

## Bilan de la saison
| Championnat des Seychelles de football 1997              |                                |
| Champion                                                 | Saint-Michel United (2e titre) |
| Coupes et trophées                                       |                                |
| Vainqueur de la Coupe des Seychelles 1997                | Saint-Michel United            |
| Qualifications continentales                             |                                |
| Ligue des champions de la CAF 1998                       | Saint-Michel United            |
| Coupe d'Afrique des vainqueurs de coupe de football 1998 | Saint-Louis FC                 |
| Promotions et relégations                                |                                |
| Promus en Barclays First Division                        | Foresters Mont Fleuri FC       |
| Relégués en Second Division                              | Plaisance FC                   |
| Relégués en Second Division                              | Beau Vallon FC                 |